# Pain (Jimmy Eat World)
Pain è un singolo del gruppo musicale statunitense Jimmy Eat World, pubblicato nel 2004 ed estratto dall'album Futures.

## Tracce
- CD

1. Pain (album version)
2. Shame (demo)
3. Yer Feet (live acoustic) (Mojave 3 cover)
4. Pain (video)

## Video
Il videoclip della canzone è stato diretto da Paul Fedor.